# Sigirino
Sigirino è una frazione di 725 abitanti (dato ufficiale al 31.12.2017*) del comune svizzero di Monteceneri, nel Canton Ticino (distretto di Lugano).

## Geografia fisica
Sigirino è situato nella valle del fiume Vedeggio.

## Storia
A partire forse dal tardo Medioevo, nella parte inferiore del villaggio e in località Castellaccio sarebbero state presenti alcune fortificazioni dotate di torri delle quali però oggi non vi è traccia. Sigirino fu teatro, durante la campagna svizzera di Suvorov del 1799, di un episodio bellico: il generale russo Aleksandr Vasil'evič Suvorov, al comando di 22 000 uomini, attraversò il comune, entrandovi da Torricella-Taverne, per combattere i francesi, al comando del generale Andrea Massena, a Zurigo.
Già comune che si estendeva per 8,7 km², il 21 novembre 2010 è stato accorpato agli altri comuni soppressi di Bironico, Camignolo, Medeglia e Rivera per formare il comune di Monteceneri.

## Monumenti e luoghi d'interesse

### Architetture religiose
- Chiesa parrocchiale di Sant'Andrea e ossario in località Vianco[senza fonte], attestata dal 1296[3];
- Cappella della Madonna di Re, in località Ossignano a poca distanza dalla chiesa di Sant'Andrea, con l'affresco Madonna di Re ottocentesco[senza fonte];
- Oratorio di San Rocco, tra le località Vianco e Ossignano[senza fonte];
- Oratorio di San Giovanni Battista, al confine con Taverne; sulla facciata un Giovanni Battista affrescato[senza fonte].

### Architetture civili
- Vecchio mulino in località Mastarino[senza fonte];
- Metato in località Osignano[senza fonte];
- Ponte che attraversa il Vedeggio in località Molinzero[senza fonte].

## Società

### Evoluzione demografica
L'evoluzione demografica è riportata nella seguente tabella:
Abitanti censiti

## Economia

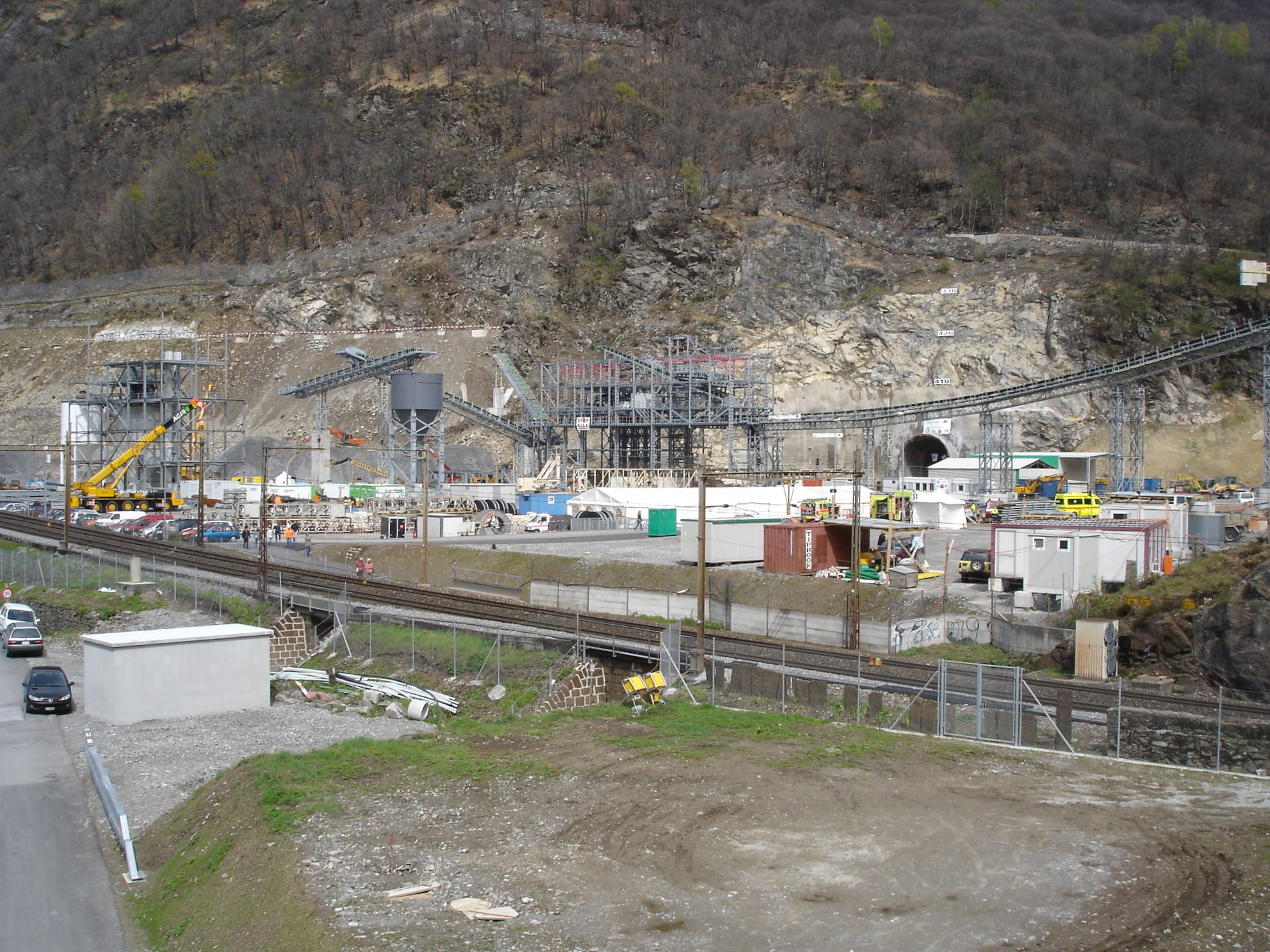
Il cantiere della galleria di base del Monte Ceneri

A partire dalla seconda metà degli anni 2000, Sigirino è stato sede del cantiere principale della galleria di base del Monte Ceneri dal 1997 al 2017, facente parte del progetto AlpTransit, e punto di attacco intermedio dei due avanzamenti di escavazione del tunnel: quello in direzione nord e quello in direzione sud.

## Amministrazione
Ogni famiglia originaria del luogo fa parte del cosiddetto comune patriziale e ha la responsabilità della manutenzione di ogni bene ricadente all'interno dei confini della frazione.